# Boto-do-rio-orinoco
O boto-do-rio-orinoco (Inia humboldtiana) também chamado de tonina ou toninha, é uma espécie de cetáceo da família Iniidae que ocorre na bacia do orinoco. É uma das espécies menos conhecidas e estudadas; é por alguns considerado uma subespécie do mais comum e estudado boto--cor-de-rosa (I. geoffrensis), mas por outros, é tido como uma espécie válida.

## Taxonomia
Após a descoberta da ocorrência de espécies do gênero Inia ocorrendo na Bacia do Orinoco, estudos se centraram posteriormente em desvencilhar seu real estado taxonômico, com a população ou espécie nativa da localidade sendo formalmente nomeada de boto-do-rio-Orinoco, os espécimes de dita variedade seriam registrados única e exclusivamente na região de dito rio, por sua vez sendo endêmico dos países banhados por tal bacia hidrográfica, no caso a Colômbia e a Venezuela. A espécie é alvo frequente de comparações com o boto-cor-de-rosa (Inia geoffrensis), uma espécie mais comum e enormemente mais estudada, e isto deixou a toninha em um estado taxonômico de duas vertentes:
- Subespécie de Inia geoffrensis: [3]Então este cetáceo adquire a classificação de Inia geoffrensis humboldtiana, restrita às regiões do rio apure e meta, considerado então um animal mais restrito de distribuição, mas sobreposto a subespécie nominal o Inia geoffrensis geoffrensis, com potencial miscigenação entre ambos. Mas a subespécie não é formalmente reconhecida pela IUCN[1].
- Como espécie separada: Decentemente apoiado, por estudos que comparam que as populações acima do rio madeira (boto-do-rio-orinoco) e as populações abaixo (demais espécies do gênero Inia) tinham mtDNA distinto[4]. A sua distribuição se abrange para alcançar todo o rio orinoco. Porém, pelo fato da espécie ser externamente indistinguível do I. geoffrensis, e quase o mesmo estado se ajustando na genética, seu estado taxonômico é discutido. Mas a construção do crânio de I. g. humboldtiana é distinta da do I. geoffrensis essencialmente, deixando válida a sua elevação de status pra espécie[5].

## Características
As toninhas podem atingir até 2,70 metros de comprimento, e pesar por volta de 170 kg. Contrastando aos golfinhos oceânicos em morfologia, a espécie possui nadadeiras largas e circulares, suas nadadeiras são em formato de remo, permitindo excepcional manobrabilidade mas a custo de menor velocidade. A respiração ocorre em intervalos de duração variantes de 30 segundos a 1 minuto, possui um melão cujas dimensões podem ser alteradas pelo controle muscular quando usado para biosonar.